# Мемлинг, Ханс
Ханс Ме́млинг (нем. Hans Memling, нидерл. Jan van Mimmelynghe, лат. Johannes Memmelinc, Memlinc; 1433/1435, Зелигенштадт — 11 августа 1494, Брюгге) — нидерландский живописец немецкого происхождения, один из наиболее значительных художников во Фландрии эпохи Северного Возрождения.
Продолжая позднеготическую живописную традицию, Мемлинг писал картины преимущественно на религиозные сюжеты. Уроженец Гессена, он работал главным образом в Брюгге, где ныне находится музей его имени.

## Биография
Фамилия Мемлинг, вероятно, происходит от названия селения Мёмлинген близ Ашаффенбурга в Баварии. Известно, что некий Ханс Мемлинген, возможно, отец художника, умер в 1451 году в Зелингенштадте. О молодых годах Мемлинга сведений немного. Предположительно началам ремесла он обучался в бенедиктинском аббатстве в Зелингенштадте. Считается, что он сформировался как художник в Кёльне: в его творчестве прослеживается влияние утончённого живописца Стефана Лохнера. Около 1459 года он переехал в Нидерланды. Вероятно, Мемлинг учился живописи у Рогира ван дер Вейдена в Брюсселе. Об этом упоминает в своих «Жизнеописаниях» Джорджо Вазари, однако документальных свидетельств о его ученичестве не сохранилось. Тем не менее влияние ван дер Вейдена прослеживается в творчестве Мемлинга.
В 1465 году Мемлинг переехал в Брюгге, где получил гражданство и стал членом Гильдии Святого Луки. В реестре граждан Брюгге он значится как «Ян ван Мемлинге, рождённый в Зелигенштадте» (Jan van Mimmelinghe ghebooren Zaleghenstadt). Сохранилась романтическая легенда о Мемлинге — воине армии Карла Смелого, раненном в сражении при Нанси (1477). После этого Мемлинг якобы получил приют в Госпитале Святого Иоанна в Брюгге и в благодарность написал для обители несколько картин. Действительности соответствует лишь то, что Мемлинг писал картины для госпиталя, а к военным действиям имел отношение только как богатый горожанин, в 1480 году ссудивший некую сумму денег Максимилиану I, для его борьбы с королём Франции.
Ханс Мемлинг жил в Брюгге на Синт-Йорисстрат в квартале живописцев. Был женат на Анне Фалькенаре (ум. 1487) и имел троих сыновей: Яна, Корнелиса, Николаса. Умер 11 августа 1494 года согласно дневниковой записи Ромбатуса де Доппере, нотариуса брюггской церкви Святого Донациана. Похоронен на кладбище церкви Св. Гислена.

## Творчество
Художник пользовался европейской известностью. Его заказчиками были знатные и просвещённые меценаты в Англии, Франции, Италии. Однако отсутствие документальных подтверждений его работ создаёт определённые трудности в их хронологической атрибуции. Главная стилевая константа его произведений — сочетание старых нидерландских традиций, равно свойственных готическому искусству и живописи Северного Возрождения, с тончайшей проработкой самых мелких деталей, и влияния достижений итальянской живописи раннего Возрождения, периода кватроченто, главным образом в использовании пейзажного фона религиозных композиций. Однако, по определению В. Г. Власова, даже «точность в передаче мельчайших деталей сочетается у Мемлинга с необычайным воображением и религиозным чувством на грани мистики».
Один из его ранних шедевров — триптих «Страшный суд» (1466—1473), выполненный по заказу представителя флорентийского банка Медичи в Брюгге Анджело Якопо Тани.

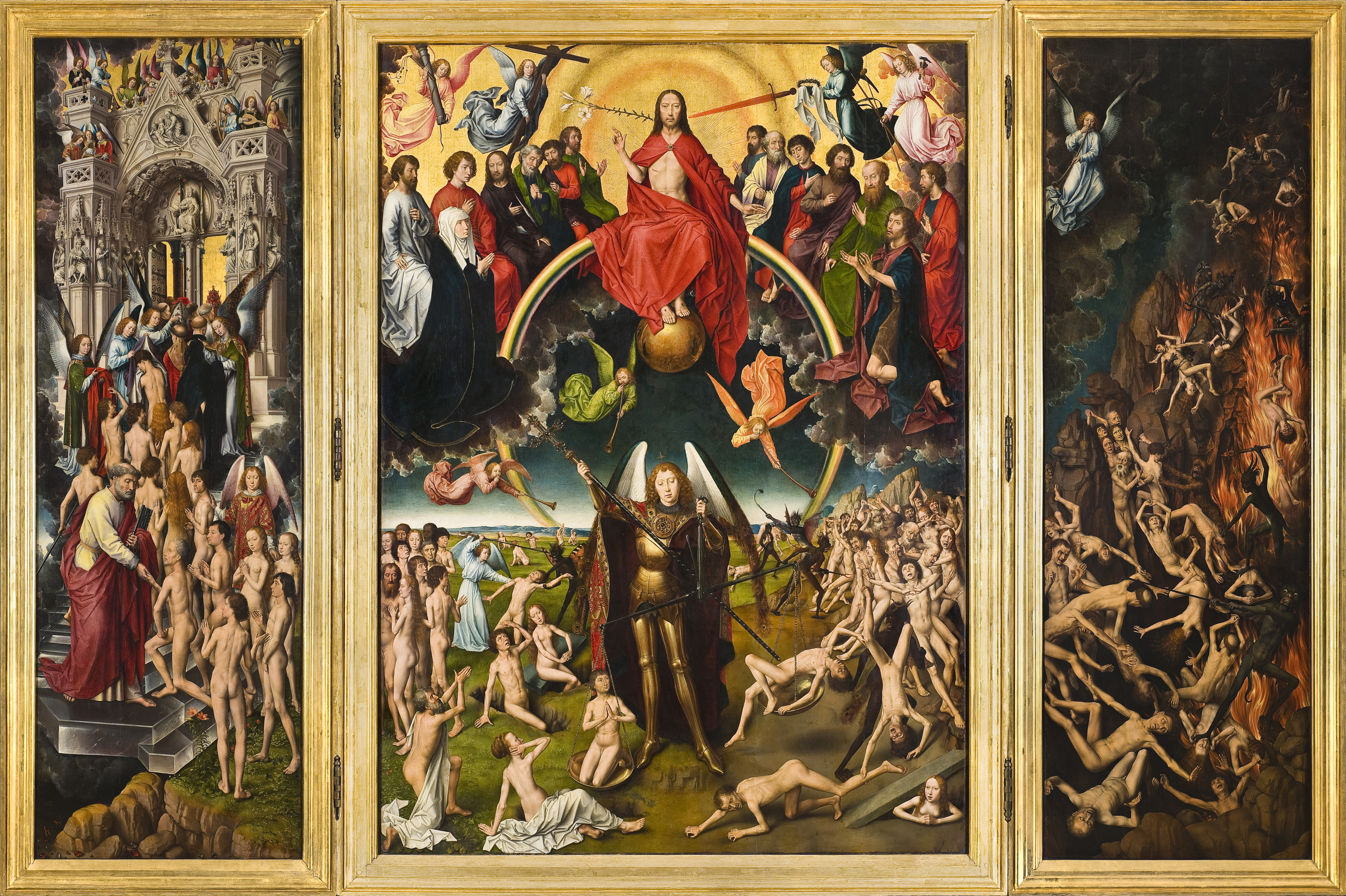
Страшный суд. Триптих. 1473. Дерево, масло. Национальный музей, Гданьск

В этом триптихе проявились все характерные черты североевропейской живописи XV века: внимание к деталям, светотеневые эффекты, которые могли быть достигнуты только тончайшим письмом масляными красками во «фламандской манере». Показывая низвержение грешников в Ад, Мемлинг избегает грубого натурализма в изображении их мучений. Замечательный портретист, он сосредоточен на передаче чувства обречённости, ужаса, боли в чертах лиц персонажей. Вершины мастерства Мемлинг достигает в сцене введения в Рай. По словам С. Дзуффи, из всех художников, что обращались к теме Страшного суда, Мемлинг воплотил «прекраснейший из когда-либо созданных образов Рая».
Исследователи творчества художника отмечают сходство алтаря с композициями на ту же тему ван дер Вейдена и Лохнера. Картина была отправлена во Флоренцию морем и на Балтике стала добычей пирата Пауля Бенеке. «Страшный суд» попал в Данциг, в Церковь Святой Марии (Marienkirche). Ни протесты банка Медичи, ни даже булла папы Сикста IV не помогли Якопо Тани обрести триптих. Триптих оставался в Данциге до 1807 года, когда он был конфискован наполеоновскими войсками. Новым его местопребыванием стал Музей Наполеона в Лувре в Париже. Позднее картина вернулась в Данциг (ныне польский город Гданьск).
В алтарной картине «Страсти Христа» (1470—1471) художник трактовал евангельские эпизоды довольно необычно. Он разместил фигуры на фоне городской среды, похожей на один из городов современных ему Нидерландов. «Вирсавия» (1485—1490) — редкое для того времени изображение обнажённой женской фигуры. Мемлинг окружает библейскую героиню любовно выписанными предметами быта богатого бюргерского дома, создавая картину, полную интимного уюта.
Ханс Мемлинг одним из первых на Севере Европы стал изображать портретируемых на фоне пейзажа. Его кисти принадлежат известные изображения брюггских горожан, которые некогда являлись створкой диптиха, где донатор запечатлён в момент молитвенного обращения к Мадонне. Художник умел придать человеческим чертам мягкость и нежность, а тип композиции, где портретируемый помещался на фоне пейзажа погрудно в трёхчетвертном повороте, стал на долгое время образцом, которому следовали итальянские и нидерландские художники.
В триптихе «Бог Отец с поющими и музицирующими ангелами» (1480-е годы) Мемлинг показал органологически корректное изображение десяти различных современных ему музыкальных инструментов (в том числе таких редких, как трумшайт), принадлежащих разным классификационным группам. Этот триптих — часть несохранившегося алтарного образа, созданного Мемлингом для монастыря Санта-Мария-ла-Реаль в испанской Нахере, — самая грандиозная по масштабам работа художника.

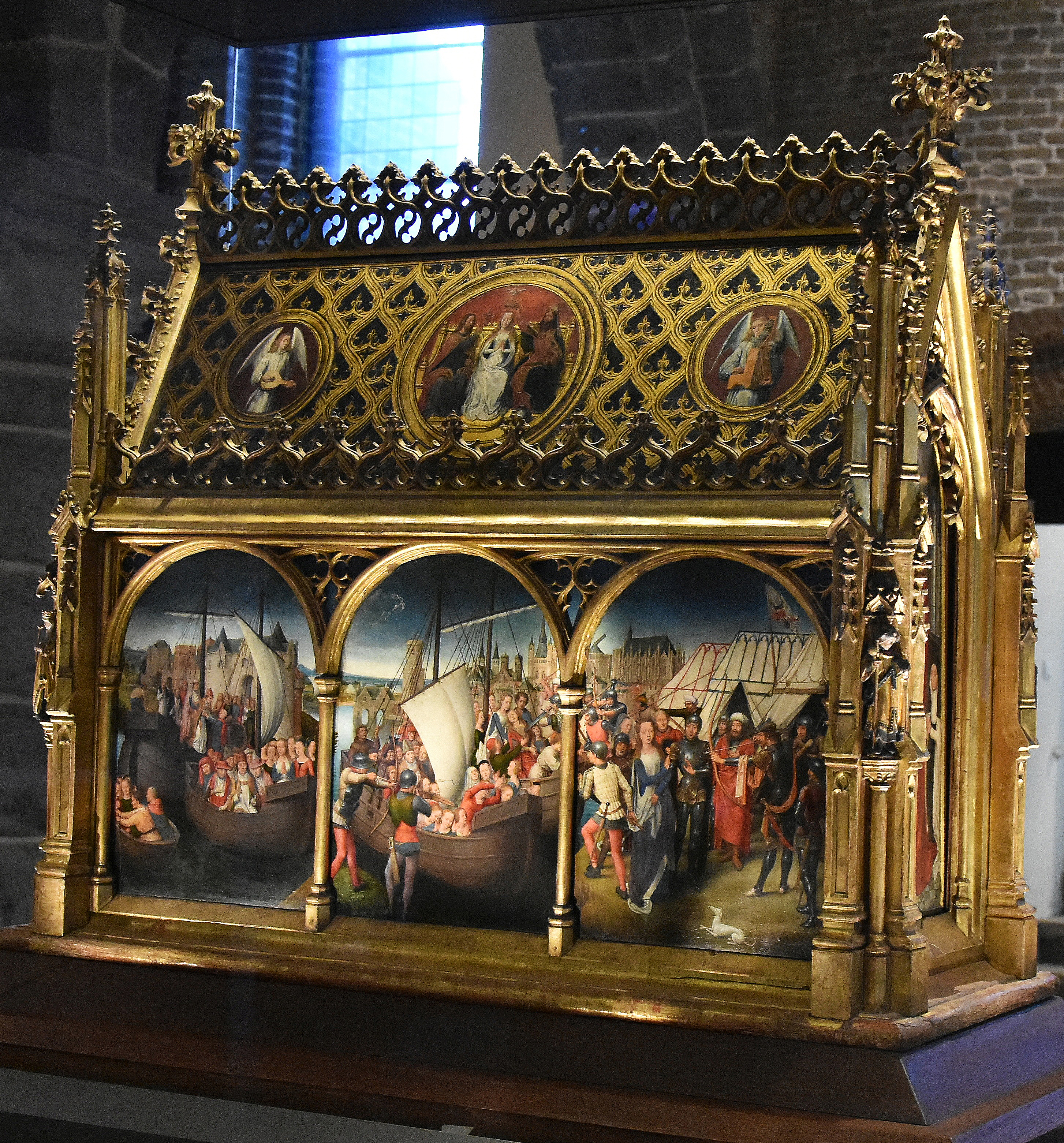
Рака Святой Урсулы. 1489. Дерево, резьба, роспись, золочение. Госпиталь Св. Иоанна, Брюгге

Одно из известнейших поздних произведений Мемлинга — Рака Святой Урсулы (1489). Архитектонический реликварий позолоченного дерева в виде миниатюрного храма в готическом стиле, украшенный сценами из жизни святой, был заказан в 1479 году монашеской общиной Госпиталя Святого Иоанна в Брюгге. Композиции боковых стенок реликвария — шесть эпизодов печальной легенды о Святой Урсуле; действие разворачивается на фоне исторических пейзажей. Это произведение художника, подобное драгоценному ларцу, сверкающему всеми красками, оценивалось в истории неоднозначно. На фоне фигур, изображённых с невероятной тщательностью во «фламандской манере», представлены архитектурные пейзажи, в которых узнаются хорошо известные памятники Северной Германии, например, недостроенный Кёльнский собор. Тончайшую живопись необходимо рассматривать сквозь увеличительное стекло, и тогда становятся видны самые мелкие детали. Ювелирным образом написаны детали костюмов и вооружение, оснастка кораблей и подробности архитектурного фона. В одной и той же картине совмещаются разновременные моменты с участием одних и тех же персонажей. Вместе с этим миниатюры отличаются сочностью красок, будто они написаны только вчера, — достижение фламандской техники масляной живописи того времени — но также чистотой формы и целостностью композиции. Мемлинг создал это произведение незадолго до смерти, и оно показывает вершину его технического мастерства.
Тем не менее среди хора восторженных отзывов на это произведение выделяется подчёркнуто сдержанное отношение к нему со стороны многих живописцев, и среди них авторитетное мнение французского художника и знатока живописи Эжена Фромантена, которое он изложил в знаменитой книге «Старые мастера» (1876): «Я ничего не скажу вам о „Раке Св. Урсулы“, самом знаменитом произведении Мемлинга, но неправильно признаваемом за самое лучшее. Это миниатюра, выполненная масляными красками, весьма искусная, наивная, изысканная в некоторых деталях, ребяческая во многих других, плод волшебного вдохновения, но, по правде говоря, работа довольно-таки мелочная. В этой картине живопись не только не продвинулась вперёд, но даже возвратилась как бы вспять по сравнению с живописью ван Эйка и даже ван дер Вейдена». Однако, оценивая другое произведение Мемлинга, «Мистическое обручение Святой Екатерины», Фромантен отдаёт должное выдающемуся художнику как истинному продолжателю другого выдающегося нидерландца Яна ван Эйка: «Мемлинг говорит то, что хочет сказать, с искренностью человека, простого умом и сердцем, с непосредственностью ребёнка. Он пишет то, перед чем преклоняется, во что верит, пишет так, как в это верит».
Оставаясь около тридцати лет верным раз и навсегда выбранному стилю, Мемлинг был продолжателем традиций таких мастеров Северного Возрождения, как Ян ван Эйк и Рогир ван дер Вейден. Однако его влияние продолжалось ограниченное время и только в пределах одной страны: по словам Макса Фридлендера, «последующие поколения расценили его произведения как бледные и невыразительные». Вновь открыл живопись Мемлинга Фридрих Шлегель, поставив его произведения в один ряд с выдающимися картинами немецкой школы. Иная, скептическая оценка принадлежит Эрвину Панофскому: «Если романтики и викторианцы считали его мягкость высшим выражением средневекового искусства, то мы склонны сравнивать его с таким композитором, как Феликс Мендельсон. Иногда он очаровывает, но никогда не раздражает, никогда не шокирует и никогда не потрясает». Первую монографию о художнике, сыгравшую важную роль в переоценке его творчества, написал немецкий историк искусства Людвиг фон Бальдасс.

## Галерея

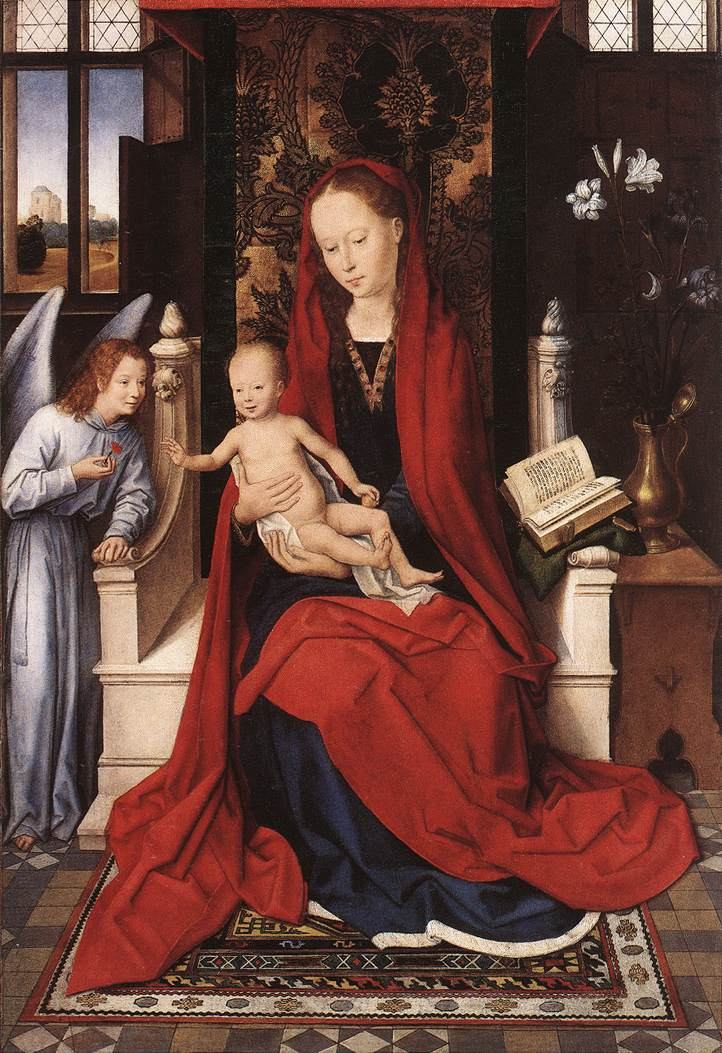
Mадонна с Младенцем и ангелом. Ок. 1480. Дерево, масло. Берлинская картинная галерея
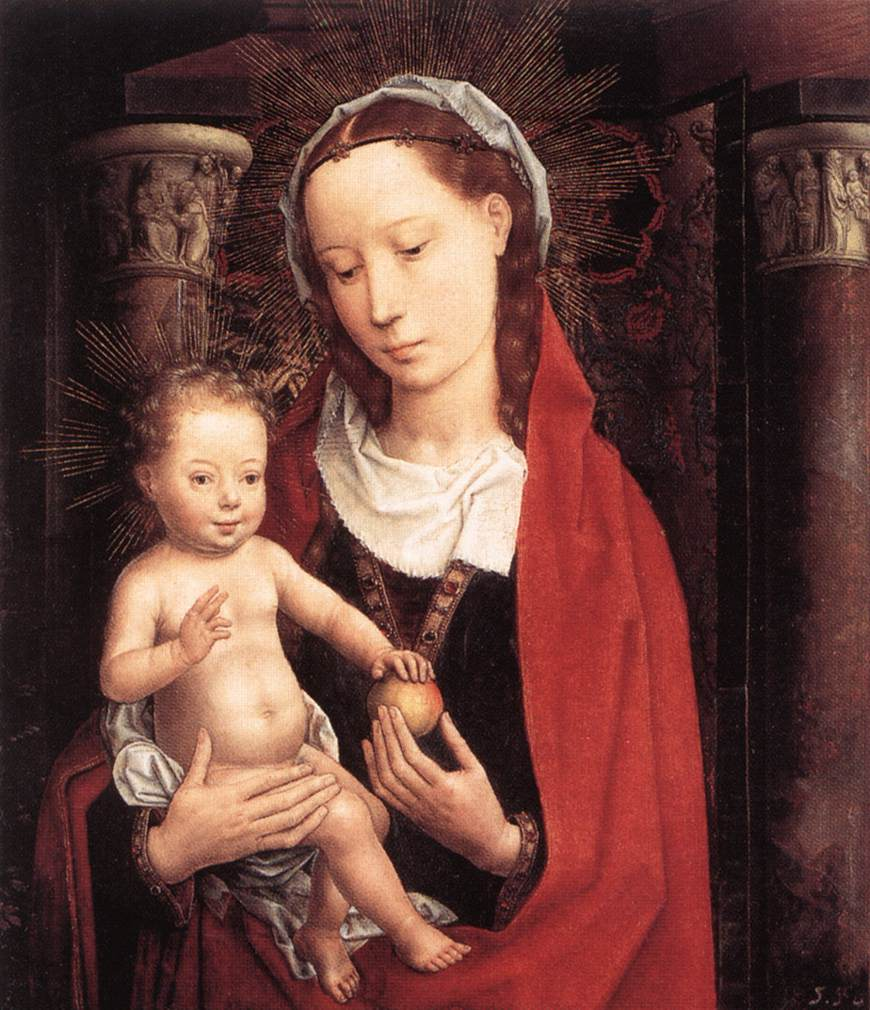
Мадонна с Младенцем. Ок. 1490. Дерево, масло. Национальный музей искусств Румынии, Бухарест
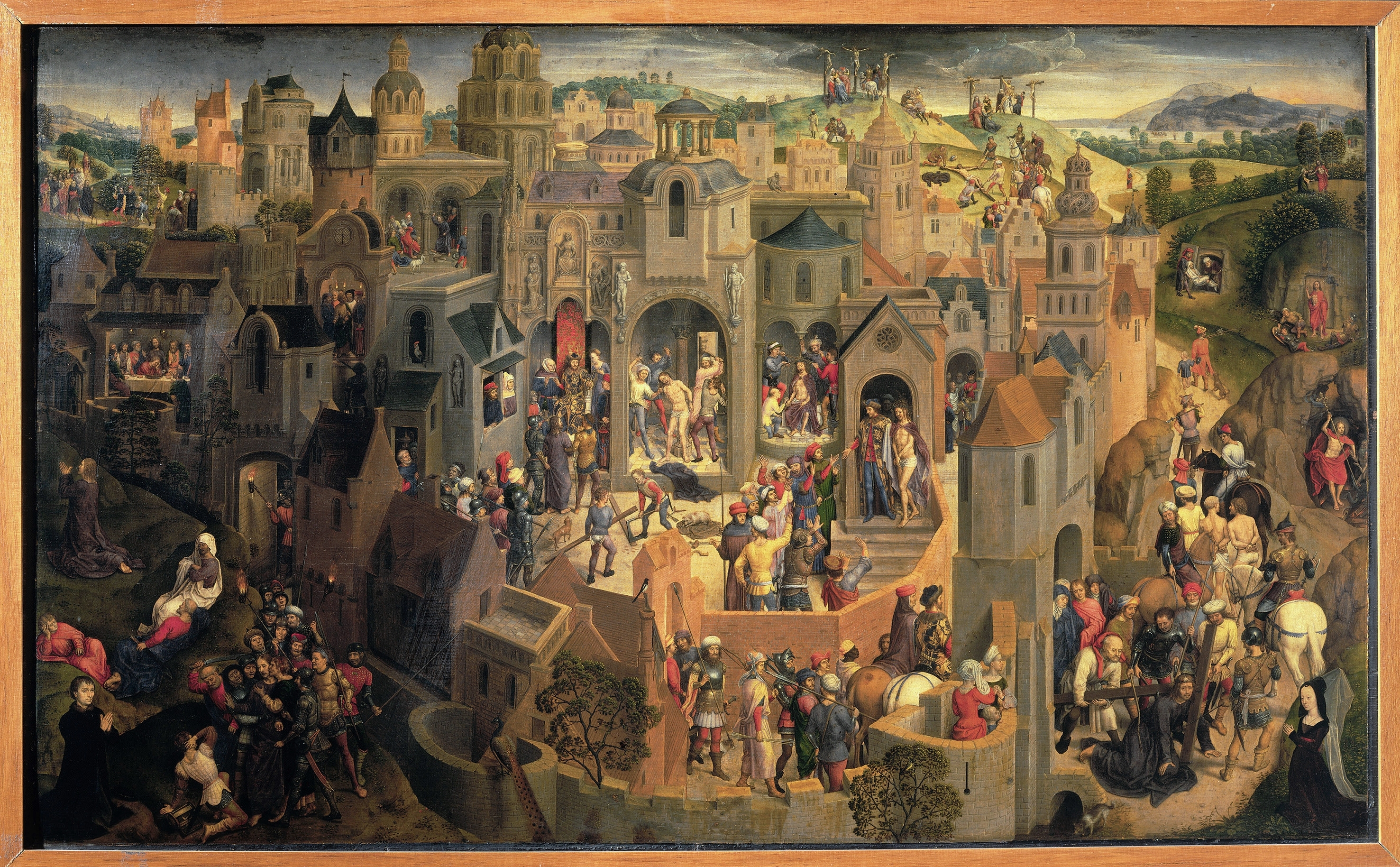
Страсти Христовы. Между 1470 и 1471. Дерево, масло. Галерея Сабауда, Турин
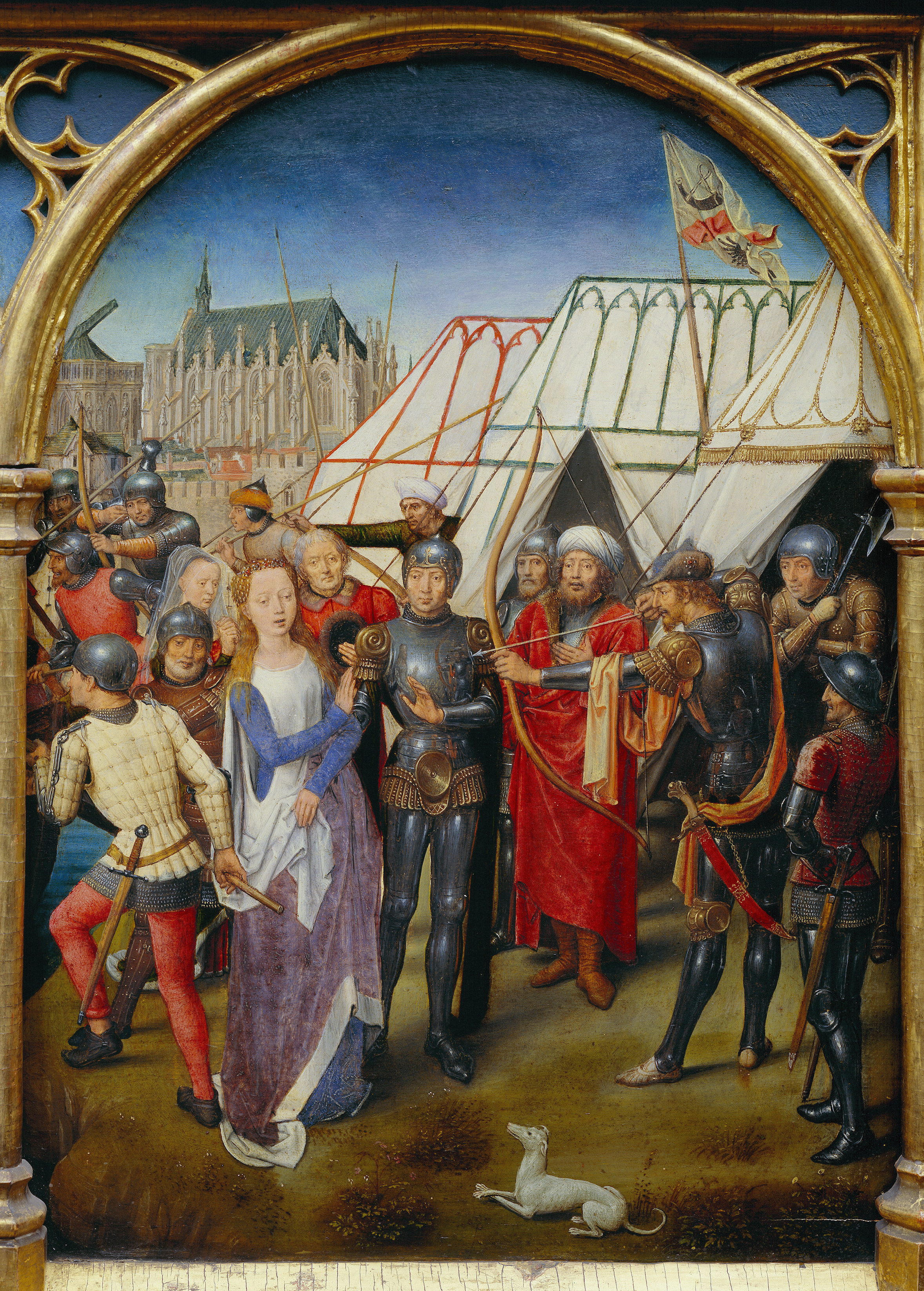
Мученичество Святой Урсулы. Святая Урсула погибает от стрелы гуннов за стенами Кёльна. Деталь Раки Святой Урсулы. 1489. Дерево, масло. Госпиталь Св. Иоанна, Брюгге
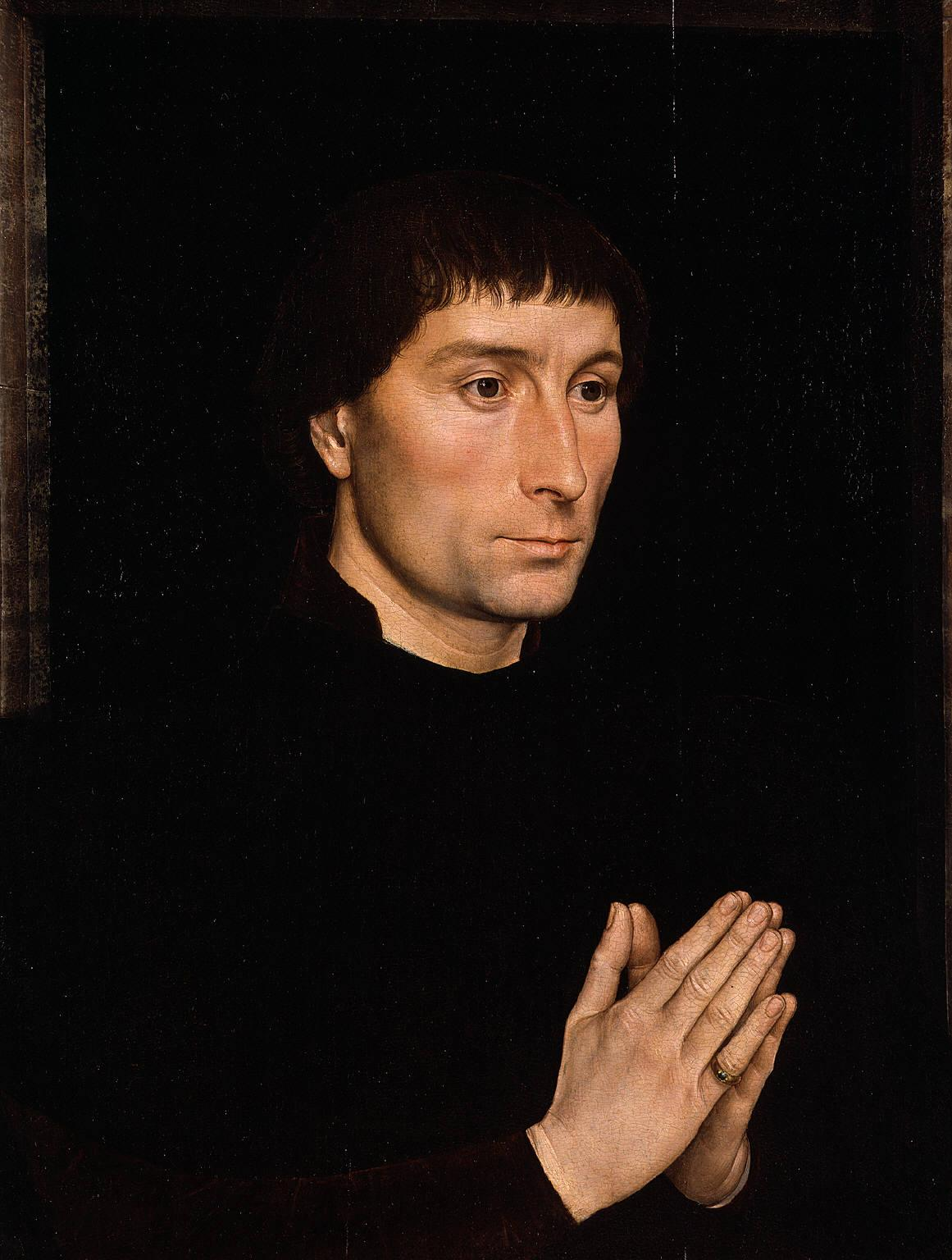
Портрет Томмазо Портинари. Ок. 1480. Дерево, масло. Метрополитен-музей, Нью-Йорк
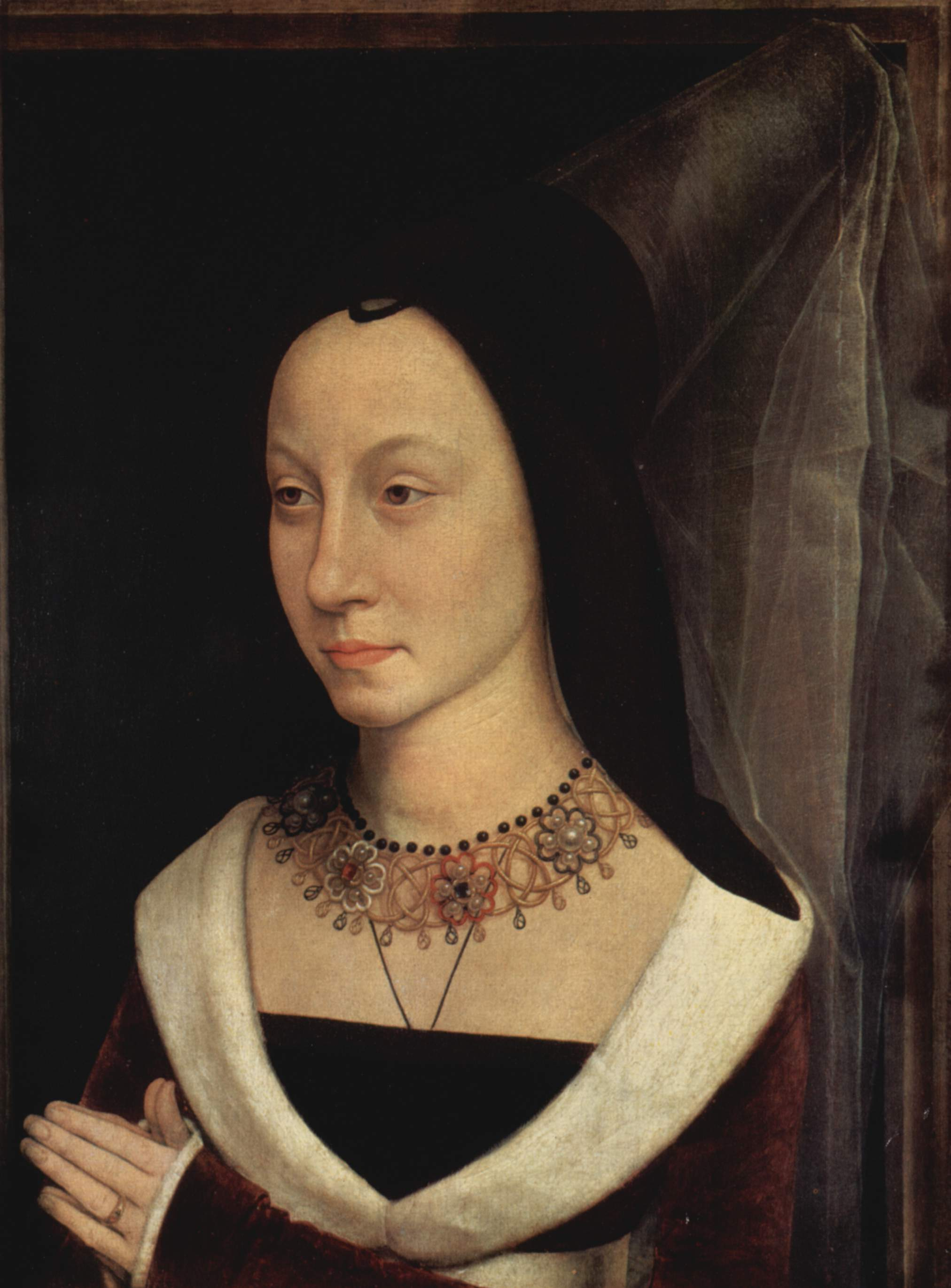
Портрет Марии Барончелли, супруги Т. Портинари. 1470—1472. Дерево, масло. Метрополитен-музей, Нью-Йорк
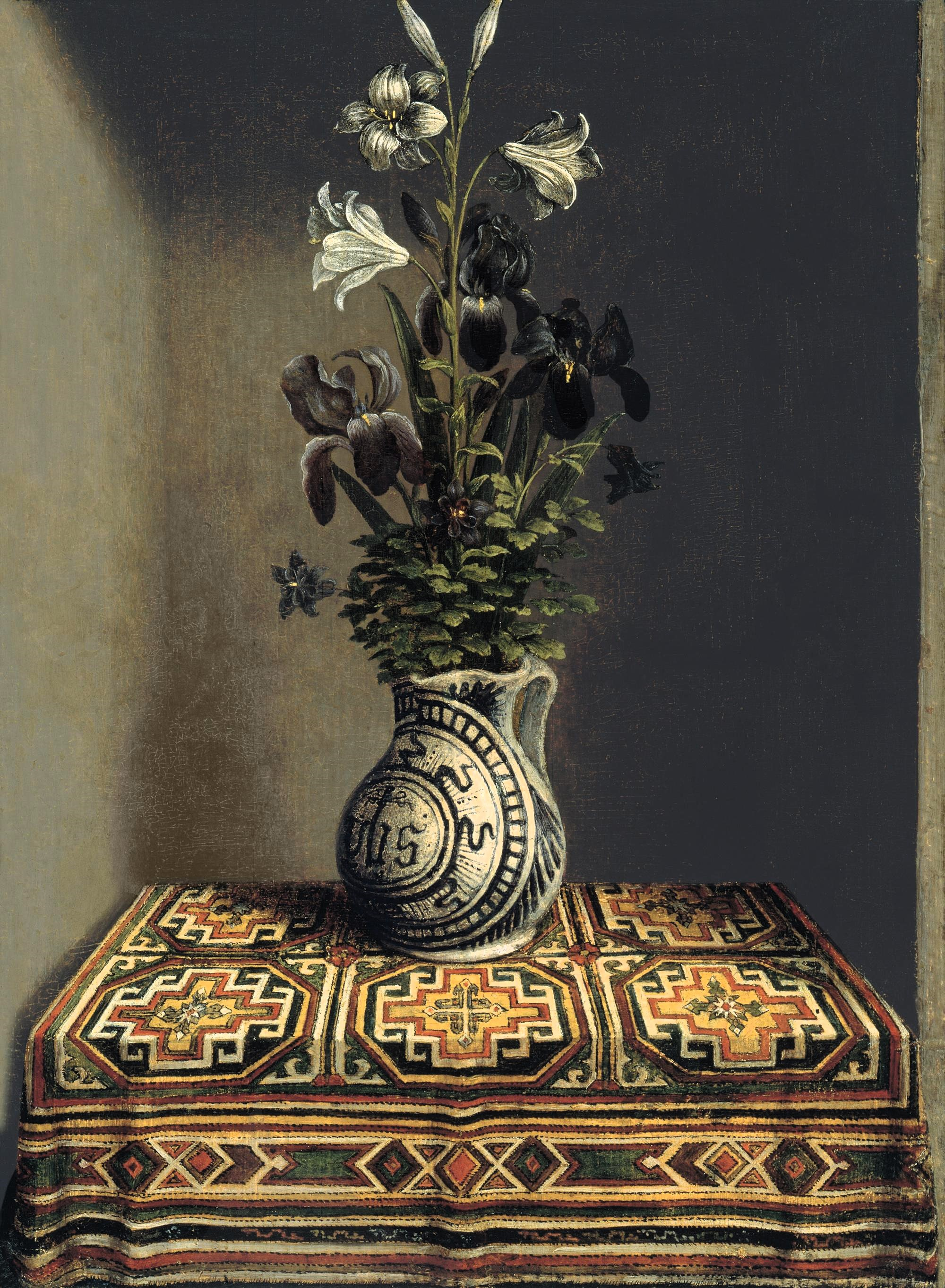
Ваза с букетом лилий, ирисов и водосборника. Оборотная сторона картины «Мужской портрет». Ок. 1485. Дерево, масло. Музей Тиссена-Борнемисы, Мадрид
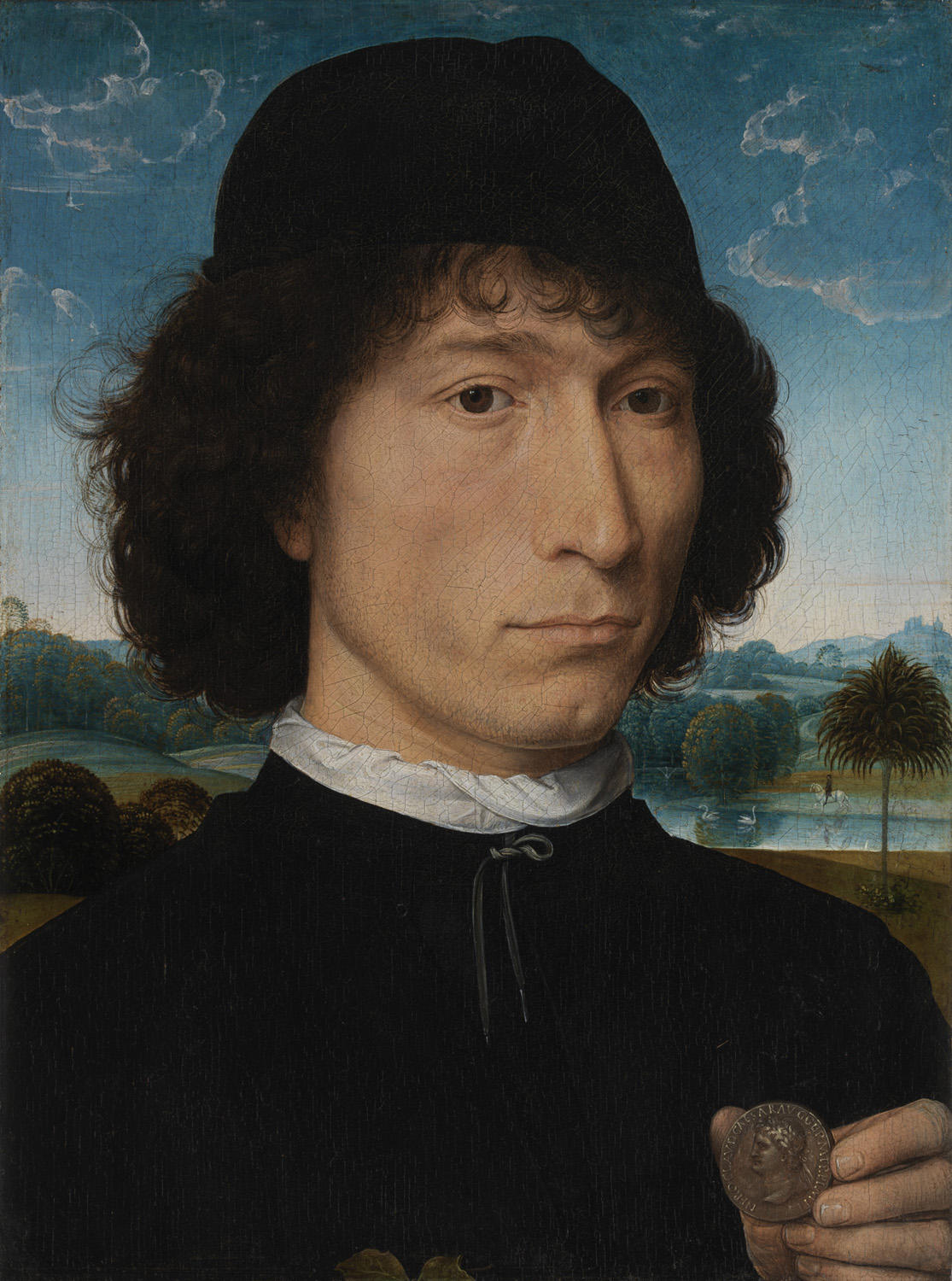
Портрет мужчины с монетой императора Нерона (Бембо, Бернардо Б. Бембо?). До 1480. Дерево, масло. Королевский музей изящных искусств, Антверпен
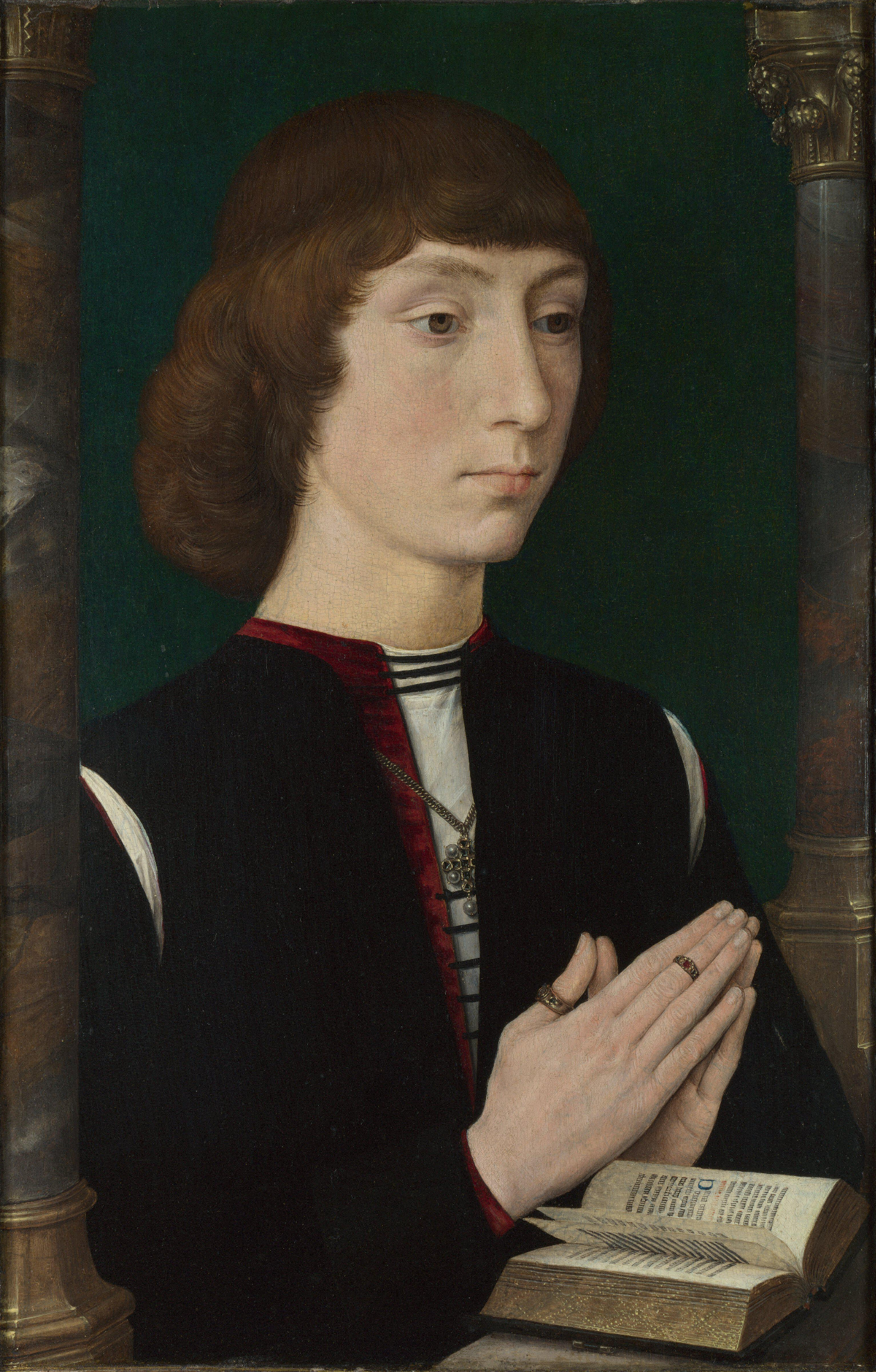
Молодой человек за молитвой. Ок. 1475. Дерево, масло. Национальная галерея, Лондон